# Prestazioni estive degli edifici
Per prestazione estiva degli edifici si intende la quantità di energia effettivamente consumata o che si prevede possa essere necessaria per soddisfare le esigenze di comfort estivo di un edificio.

## Banche dati climatiche
Il calcolo delle prestazioni estive necessita una valutazione di tipo dinamico con passo temporale orario in particolare per edifici del settore terziario . Sulla base del contributo alla ricerca del Ministero dello Sviluppo Economico e di ENEA, il Comitato Termotecnico Italiano ha disposto un database di record orari delle variabili meteorologiche: temperatura, irradianza solare globale, umidità, velocità del vento .

## Riferimenti normativi
- Italia
  - DPR 59/09
  - DLgs 192/2005

## Esigenze
- Riduzione dei costi energetici
- Aumento del comfort termo-igrometrico
- Riduzione della dipendenza energetica

## Requisiti
- Trasmittanza termica periodica [W/m2K]
- Sfasamento dell'onda termica [ore]
- Attenuazione dell'onda termica [-]

## Soluzioni

### Approccio prestazionale
- Temperatura operante all'interno del modello di comfort adattivo (se uso di soluzioni solo passive)

### Approccio prescrittivo
- Controllo dell'inerzia dell'involucro opaco
- Controllo della ventilazione naturale ed artificiale
- Controllo dell'irraggiamento: ad esempio con schermature solari
- Controllo del fabbisogno energetico estivo di energia primaria del sistema edificio-impianto